# Po Nagar
Po Nagar, eller Thap Ba, är torn från kungadömet Champas epok, som ligger i Nha Trang i Vietnam. Tornen ligger på Cu Lao, en bergskulle vid Cai-floden och restes antagligen på 700-talet. De är tillägnade gudinnan Yan Po Nagar som motsvarar den indiska Bhagavati och har fortfarande religiös betydelse för Chamfolket, etniska kineser och vietnamesiska buddhister.
Tornen omnämns första gången 781 och 784 då de renoverades av Champakungen Satyavarman.  Dessförinnan tror man att det funnits en äldre helgedom i trä, som byggdes på 100-talet e. Kr., men som förstördes när området invaderades av javaneser 774.
Komplexet bestod från början av sju-åtta torn[källa behövs] men idag finns bara fyra kvar: norra tornet (Thap Chinh), centrala tornet (Thap Nam), södra tornet (Mieu Dong Nam) och nordvästra tornet (Thap Tay Bac) som har uppförts vid olika tillfällen, från 770-talet fram till 1200-talet. De fyra tornen är tillägnade varsin gudom.  Det norra tornet som är högst är tillägnat Po Nagar, det centrala tornet fruktbarhetens gudom Cri Cambhu, det nordvästra Po Nagar fader, Sanhaka och det södra tornet Ganeca, Po Nagars dotter.